# Dušan Đurišič
Dušan Đurišič (ur. 13 marca 1961 w Jesenicach) – reprezentant Jugosławii w biegach narciarskich, uczestnik Zimowych Igrzysk Olimpijskich 1984 w Sarajewie.

## Osiągnięcia

### Igrzyska olimpijskie
| Miejsce | Dzień     | Rok  | Miejscowość | Konkurencja             | Czas biegu | Strata   | Zwycięzca        |
| ------- | --------- | ---- | ----------- | ----------------------- | ---------- | -------- | ---------------- |
| 44.     | 10 lutego | 1984 | Sarajewo    | 30 km stylem dowolnym   | 1:28:56,3  | +10:08,3 | Nikołaj Zimiatow |
| 40.     | 13 lutego | 1984 | Sarajewo    | 15 km stylem klasycznym | 41:25,6    | +3:59,0  | Gunde Svan       |
| 12.     | 16 lutego | 1984 | Sarajewo    | Sztafeta 4 × 10 km      | 1:55:06,3  | +9:36,5  | Szwecja          |
| 32.     | 19 lutego | 1984 | Sarajewo    | 50 km stylem klasycznym | 2:15:55,8  | +12:27,6 | Thomas Wassberg  |